# Dặc Dương
Dặc Dương (chữ Hán giản thể: 弋阳县, âm Hán Việt: Dặc Dương huyện) là một huyện thuộc địa cấp thị Thượng Nhiêu, tỉnh Giang Tây, Cộng hòa Nhân dân Trung Hoa. Huyện này có diện tích 1592 ki-lô-mét vuông, dân số năm 2003 là 365.000 người. Mã số bưu chính là 334400, mã vùng điện thoại là 0793. Chính quyền huyện đóng ở trấn Dặc Giang. 

## Hành chính
Huyện Dặc Dương được chia ra làm 17 đơn vị hành chính cấp hương, gồm 2 nhai đạo, 10 trấn và 5 hương
- Nhai đạo: Đào Nguyên (桃源街道), Hoa Đình (花亭街道)
- Trấn: Tào Khê (曹溪镇), Tất Công (漆工镇), Chương Thụ Đôn (樟树墩镇), Nam Nham (南岩镇), Chu Khanh (朱坑镇), Khuê Phong (圭峰镇), Điệp Sơn (叠山镇), Cảng Khẩu (港口镇), Dặc Giang (弋江镇), Tam Huyện Lĩnh (三县岭镇)
- Hương: Trung Phán (中畈乡), Cát Khê (葛溪乡), Loan Lý (湾里乡), Thanh Hồ (清湖乡), Húc Quang (旭光乡)